# Petar Blagojevich
Petar Blagojevich (tiếng Serbian: Petar Blagojević/Петар Благојевић; chết năm 1725) là một nông dân Serbia trong lịch sử được tin rằng là đã trở thành một ma cà rồng sau khi chết và đã giết chết 9 người dân trong làng. Đây là một trong những hiện tượng siêu nhiên về ma cà rồng vào thời Trung cổ.
Petar Blagojevich sống trong một ngôi làng tên là Kisilova (hiện tại là Kisiljevoi), là một phần của serbia đã tạm thời được thông qua từ Ottoman vào tay Áo sau khi Hiệp ước Passarowitz (1718) và được nhượng lại cho người Ottoman với Hiệp ước Belgrade (1739) (xem Arnold Paole - Background để biết thêm chi tiết về bối cảnh lịch sử). Blagojevich đã chết năm 1725, và cái chết của ông đã được theo sau bởi một loạt các trường hợp tử vong đột ngột (sau khi bị một chứng bệnh rất ngắn, báo cáo khoảng mỗi 24 giờ). Trong vòng tám ngày, chín người thiệt mạng. Trên họ chết trên giường, các nạn nhân bị cáo buộc là đã bị giết bởi Blagojevich vào ban đêm. Hơn nữa, vợ của ông Blagojevich nói rằng ông đã đến thăm bà và bảo bà ấy đưa giày cho ông ấy, sau đó cô chuyển đến một làng khác. Trong truyền thuyết khác, người ta nói rằng Blagojevich đã quay trở lại ngôi nhà của mình và hỏi xin thức ăn từ con trai mình và, khi bị con trai mình từ chối, Blagojevich tàn nhẫn giết chết anh ta. Những người dân làng quyết định đào lên cơ thể và kiểm tra có dấu hiệu gì của ma cà rồng, chẳng hạn như phát triển tóc, râu và móng tay, và sự vắng mặt của sự phân hủy.
Những cư dân của Kisilova đòi Kameralprovisor Frombald, cùng với các linh mục địa phương, nên hiện nay các thủ tục như một đại diện của chính quyền. Frombald cố gắng thuyết phục rằng họ cho phép từ các cơ quan chức Áo tại Belgrade nên được tìm kiếm đầu tiên. Những người dân địa phương từ chối vì sợ rằng khi được sự cho phép đến, cả cộng đồng có thể bị tiêu diệt bởi các ma cà rồng, mà họ tuyên bố đã xảy ra "trong thời Thổ Nhĩ Kỳ" (tức là khi làng vẫn còn bị phía Ottoman kiểm soát của Serbia). Họ yêu cầu Frombald ngay lập tức nên cho phép các thủ tục, nếu không họ sẽ từ bỏ làng để cứu mạng sống của họ. Frombald đã buộc phải bằng lòng.
Cùng với các linh mục Veliko Gradište, anh xem cơ thể đã được khai quật và đã ngạc nhiên khi thấy rằng các đặc tính liên kết với ma cà rồng trong tín ngưỡng địa phương đều có đủ. Thi thể không bị phân hủy hoặc thối rữa, mái tóc và bộ râu mọc dài ra, có "làn da mới và móng tay" (trong khi những là da cũ đang bị chóc đi), và máu có thể được nhìn thấy chảy ra từ miệng, dân làng dùng cọc gỗ đâm vào tim và khiến cho một lượng máu lớn chảy ra khỏi tai và miệng. Cuối cùng, cơ thể đã bị đốt cháy. Frombald báo cáo lên về trường hợp này.